# 水流橋

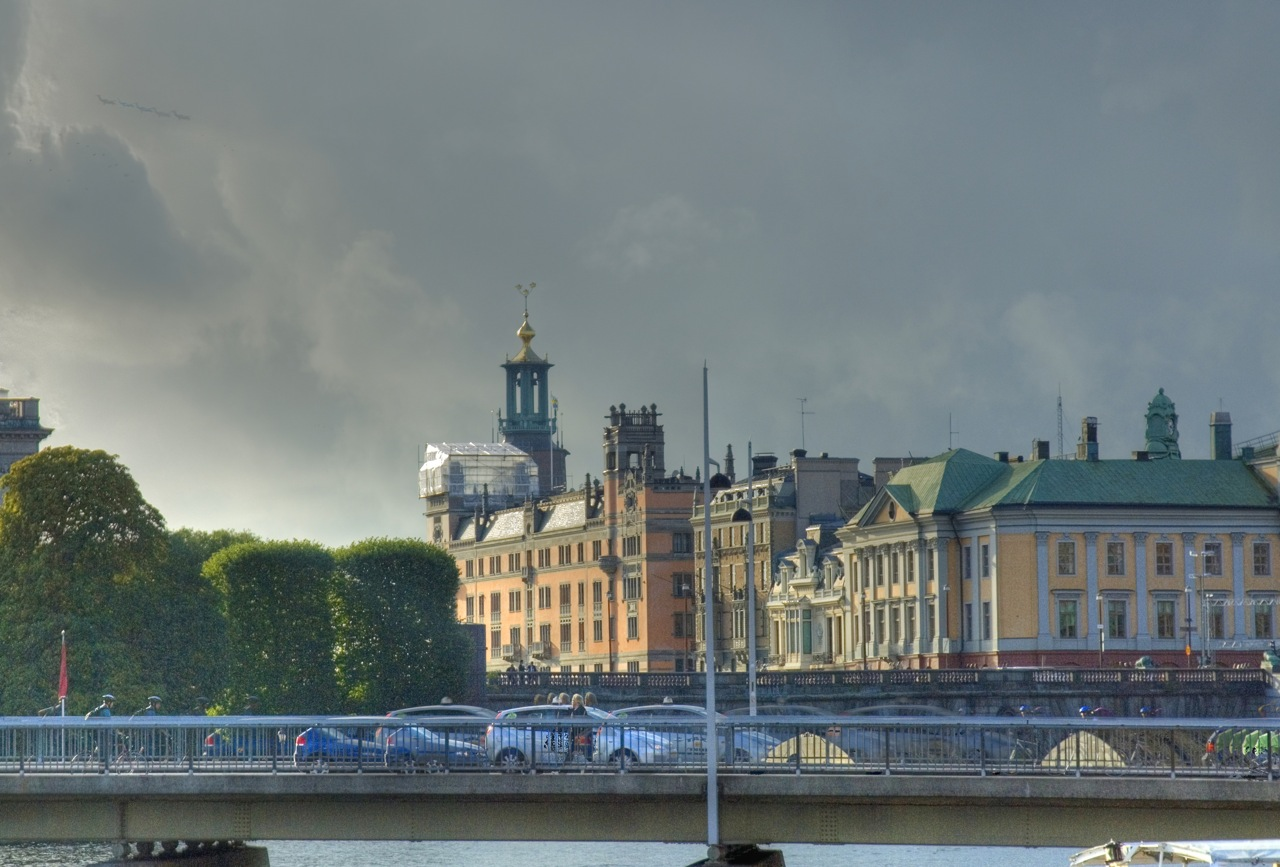
水流橋

水流橋（Strömbron）是瑞典首都斯德哥爾摩市中心的一座全長140--long（460-英尺）的橋樑。修建水流橋的計劃最初在1866年提出。但直到二戰之後，水流橋才正式通車。